# Jean Thomas (militaire)
Jean Thomas, né le 7 juin 1770 à Cheminot (Trois-Évêchés), mort le 18 décembre 1853 à Ars-Laquenexy (Moselle), est un général français de la Révolution et de l’Empire.

## Biographie
Le 18 août 1791, il est lieutenant au 3e bataillon de volontaires de la Moselle, et capitaine le 11 septembre, commandant la délégation militaire. Il sert dans l'armée de la Moselle du 1er avril 1792 au 2 juillet 1794, participant à la défense de Thionville en septembre 1792. Il est blessé à Frœschwiller le 22 décembre 1793 et il participe au siège de Charleroi en juin 1794. Dès le 2 juillet suivant, il sert dans l'armée de Sambre-et-Meuse et dans la 53e demi-brigade d’infanterie de ligne le 31 décembre 1794. 
Le 12 mai 1796, il se retrouve dans la 10e demi-brigade d’infanterie de ligne. De 1796 à 1797, il est dans l’armée du Rhin où il sera blessé au cours de la bataille de Rastatt le 5 juillet 1796. De 1798 à 1799, il sert dans l'armée d'Angleterre. Sa nomination provisoire, le 6 août 1799, comme chef de bataillon de la 10e demi-brigade d’infanterie de ligne est finalement approuvée le 11 octobre 1801. De 1800 à 1806, il est incorporé dans l'armée d'Italie. De 1806 à 1813, il sert dans l'armée de Naples, c'est alors qu'il est blessé lors du siège de la forteresse de Gaète le 27 juin 1806. il est promu officier de la Légion d'honneur le 8 juillet 1806.
En 1807, il est nommé adjudant-commandant le 30 septembre puis il est intégré dans le quartier général de l'armée de Naples le 15 novembre. En novembre 1811, il devient chef d'état-major du corps des observateurs en Italie du Sud et un an plus tard chef d'état-major de la 35e division d'infanterie. Le 7 mai 1813, il est blessé près de Nossen avant d'être nommé général de brigade le 22 juillet.
À la suite de la création de la Grande Armée, il prend le commandant militaire du département de la Manche du 20 octobre 1813 au 19 juillet 1814. Il est retiré du service actif le 1er septembre 1814. Il est fait chevalier de l’Ordre du mérite militaire le 15 avril 1815.
Il est mis en disponibilité le 1er avril 1820, et admis à la retraite le 1er janvier 1825. Le 14 janvier 1831, il reprend du service comme commandant du département de la Creuse, et le 22 mars suivant il est compris dans le cadre d'activité de l'état-major général. Il est admis à la retraite le 1er juillet 1832. Il meurt en 1853 à Ars-Laquenexy, près de Metz, à l'âge de 83 ans.

## Sources
- (en) « Generals Who Served in the French Army during the Period 1789 - 1814: Eberle to Exelmans »
- Thierry Pouliquen, « Les généraux français et étrangers ayant servis [sic] dans la Grande Armée » (consulté le 5 mars 2015)
- « Cote LH/2598/23 », base Léonore, ministère français de la Culture
- Georges Six, Dictionnaire biographique des généraux & amiraux français de la Révolution et de l'Empire (1792-1814), Paris : Librairie G. Saffroy, 1934, 2 vol., p. 496-497